# Psychodrama
Psychodrama (von altgriechisch ψυχή psychḗ „Seele“ und δρᾶμα drā̃ma „Handlung“, „Vorgang“) ist eine Methode der Psychotherapie, Beratung und Sozialforschung, entwickelt vom österreichischen Arzt Jacob Levy Moreno (1889–1974) in Wien und New York. Ursprünglich konzipiert als handlungsorientierter Gegenentwurf zur Psychoanalyse von Sigmund Freud hat sich der psychodramatische Ansatz weltweit vor allem als Methode der Gruppen- und Einzelpsychotherapie und Beratung etabliert und Einfluss auf zahlreiche andere Psychotherapieschulen wie die Gestalttherapie, Transaktionsanalyse oder Familientherapie genommen.

## Arbeitsformen

### Das Verfahren Psychodrama in der Psychotherapie

#### Gruppenpsychotherapie
Das Psychodrama entstand als „Therapie in der Gruppe, durch die Gruppe, für die Gruppe und der Gruppe“ aus dem Stegreiftheater und war eine der ersten Formen der Gruppenpsychotherapie. Moreno betont aber, dass eine psychodramatische Sitzung weit davon entfernt sei, immer Gruppenpsychotherapie zu sein. Sie sei oft nur die Behandlung eines bestimmten Individuums in der Gruppe. Der Klient (Protagonist) gestalte als Hauptdarsteller des psychodramatischen Spiels im Hier und Jetzt einer Psychodrama-Bühne sein therapeutisches Thema.
Als Mitglied der Gruppe erhält der Protagonist mit deren Erlaubnis die Möglichkeit, seine eigene Thematik oder diejenige der Gruppe mit der Unterstützung des Therapeuten als Spielleiters und ausgewählten Hilfs-Ichs zu bearbeiten. Die Gruppenmitglieder lassen sich als Mitspieler oder als „Zuschauer“ vom Spiel des Protagonisten berühren, greifen mit Unterstützung des Therapeuten in das psychodramatische Spiel ein und geben nach dessen Abschluss eine empathische und, wo notwendig, kritische Rückmeldung. Dabei kann es auch bei nicht oder kaum ins Spiel integrierten Gruppenmitgliedern zu einer heilsamen Erschütterung, einer Katharsis, kommen.

„Ziel des Psychodramas ist die Aktivierung und Integration von Spontaneität und Kreativität. Konstruktives spontanes Handeln ist zustande gekommen, wenn der Protagonist für eine neue oder bereits bekannte Situation eine neue und angemessene Reaktion findet.“

Dieses Ziel wird auch für den Gruppenprozess als Ganzes angestrebt. Mit Hilfe der Gruppe soll sich der Protagonist von festgefahrenen Rollenstrukturen oder Rollenkonserven befreien.
Wir lernen soziale Rollen, welche den Individuen und individuellen Situationen nicht gerecht werden können. Je mehr die natürliche Kreativität – nach Moreno als „allerhöchste nukleare Struktur des Universums“ – durch verschüttete „Spontaneität“ nicht zum Einsatz kommen kann, umso mehr sind wir an festgefahrene Rollenbilder verhaftet.
Psychodrama-Techniken sollten nur von entsprechend ausgebildeten Fachleuten angewendet werden, die in der Lage sind, kompetent auf die emotionalen Wirkungen einzugehen und in konstruktive Bahnen zu leiten.

#### Einzelpsychotherapie bzw. -beratung
Obwohl das Psychodrama ursprünglich als Gruppenpsychotherapie konzipiert war, haben sich auch Formen der psychodramatischen Einzelarbeit etabliert, sowohl in der Psychotherapie als auch in der Beratungsarbeit (Coaching, Supervision). Die fehlenden Mitspieler werden hierbei durch Gegenstände (Stühle, Kissen etc.) ersetzt, zuweilen übernehmen auch die Berater bzw. Psychotherapeuten kurzfristig Rollen. Diese Form wird als Psychodrama a deux, bipersonales Psychodrama oder Monodrama bezeichnet.

#### Psychotherapie mit Kindern und Jugendlichen
Ab 1976 wurde im Psychotherapeutischen Institut Bergerhausen von Hans-Werner Gessmann, Ingrid Sevecke und Stefanie Unsin eine modizfizierte Form des Psychodramas für Kinder und Jugendliche entwickelt. Dabei haben sich Arbeitsweisen bewährt, die dem Rollenspiel einen klaren strukturellen Rahmen geben. In der Erwärmungsphase wird gemeinsam mit den Kindern erarbeitet, welches Szenario spielerisch exploriert werden soll, und auch die Rollen werden untereinander verteilt. Daraufhin erfolgt die gemeinsame Einrichtung der Bühne. Erst dann erfolgt das Spiel, bei dem besonders auf die Einhaltung des „Als-Ob-Charakters“ geachtet werden muss. Nach der Spielphase erfolgt die gemeinsame Auflösung des Spiels mit dem Ablegen der Rollen und dem Aufräumen der Bühne. Eine Nachbesprechung über das Erlebte ist dabei unabdingbar. In Deutschland, Österreich und der Schweiz wird das Kinderpsychodrama heute wesentlich durch Alfons Aichinger, Walter Holl und Hildegard Pruckner vertreten.
In unterschiedlichen Ausprägungen und methodischen Differenzierungen wird das Psychodrama mit Kindern und Jugendlichen im Rahmen der humanistischen Psychotherapie unter unterschiedlichen institutionellen Rahmenbedingungen angewendet, so in ambulanten Privatpraxen, in sozialpädagogischen und stationären Einrichtungen.

#### Mehrpersonensettings: Beratung und Therapie mit Familien und Paaren
J.L. Moreno gehört zu den Wegbereitern der Familientherapie (Compernolle, 1982). Jan Bleckwedel (2008) beschreibt ausführlich, wie und in welchem Rahmen psychodramatische Methoden in der Arbeit mit Familien und Paaren sinnvoll und kreativ eingesetzt werden können.

### Pädagogische Anwendungsformen
Psychodrama als handlungsorientiertes Verfahren findet mit verändertem Fokus auch Anwendung in der Bildungsarbeit und verschiedenen pädagogischen Handlungsfeldern.

#### Beratung und Erwachsenenpädagogik
In modifizierter Form findet das Psychodrama auch Anwendung in Schulungskonzepten der Beratung und des Trainings für Unternehmen und Verwaltung. Mit vorausgeplanten Szenen können die Teilnehmer interaktiv und spielerisch verschiedene Perspektiven auf eine Situation oder Rollen gewinnen. Hierarchische Strukturen, Probleme des Informationsaustausches in der Kommunikationsformen am Arbeitsplatz können hinterfragt werden mit dem Ziel der Verbesserung der Arbeitsprozesse und der Produktivität. Im Coaching bietet das Psychodrama Möglichkeiten der Erkundung und Reflexion der beruflichen Rollen und des Rollenhandelns im Spannungsfeld zwischen den organisationalen Erwartungen und den persönlichen Bedürfnissen, Ansprüchen und Werten sowie der Ausgestaltung der sogenannten Work-Life-Balance.

#### Schulische Arbeit (Szenische Didaktik)
Methoden des Psychodramas können auch in der schulischen Arbeit eingesetzt werden. Nach Mariele Schmitz-Gessmann wurden bereits in den 1940er Jahren psychodramatische Methoden im Unterricht an Schulen der USA von Moreno und anderen beschrieben. Die pädagogischen und didaktischen Möglichkeiten mit psychodramatischen Methoden wurden von Lehrkräften für die schulische Anwendung so modifiziert, dass sie im Grundschulunterricht didaktisch und richtlinienorientiert genutzt werden können. Gessmann und Hossbach stellten daneben Methoden des Psychodramas beim Unterrichtseinsatz in einer Deutschstunde der gymnasialen Oberstufe durch Videodokumentation vor.
Ziel der Arbeit mit psychodramatischen Methoden ist zum Beispiel beim Reflektieren von Gewalt, Aggression oder Mobbing die Übertragung von alternativen Verhaltensmustern in die eigene Rolle. Das Kind oder der Jugendliche kann durch Doppeln, Rollentausch und -wechsel, Spiegeln von einem hierzu ausgebildeten Pädagogen, Rückmeldung (im Sinne von Hypothesen) erhalten über Rollenverhalten und dessen Wirkung. Ein Rollentausch findet nicht auf der realen Ebene statt. Stattdessen ist ein Arbeiten auf der Symbolebene ausschlaggebend für die erfolgreiche Anwendung der psychodramatischen Methoden. Nicht der Schüler nimmt die Rolle des Lehrers ein und der Lehrer spielt den rebellischen Schüler, sondern durch Symbole und symbolische Handlungen wird das Thema abgearbeitet.
Im Unterricht oder in Projektwochen kann beispielsweise die Methode „Soziodrama“ eingesetzt werden. Mittels Verfremdung in einem gestellten Szenario (zum Beispiel Schulhof und Gewalt, Spielplatz und Störer, Schulfest und Drogenkonsum, Schüler und Schulleitung, aber auch Arbeitgeber und Betriebsrat) und der Übernahme von Rollen aus diesem Szenario können die Schüler eine Art der Verhaltensweise nach ihren Kenntnissen ausleben. Durch einen Rollentausch mit den jeweils Andersdenkenden wird ihnen anschließend ein dazu konträres Gefühl vermittelt. Die Rolle schützt sie davor, selbst gemeint zu sein: Immer wird aus der Rolle heraus gehandelt. So können sie Andersdenkende erleben und sich in deren Denkweise einfühlen. Der Lehrer wird dabei Beobachter bleiben oder Rollen übernehmen, die nicht der Lehrerrolle entsprechen. Er kann zum Beispiel als Journalist Interviews mit den Spielern durchführen.

##### Unterrichtsbeispiele mit Methoden des Psychodramas
- Soziometrie und Aktionssoziometrie:

Aufstellung nach Alter, Herkunft, Arbeitsort, Hobby, nach Wünschen für eine Klassenfahrt, nach Zimmerbelegung
- Monodrama (Einzelarbeit mit Schülern)

Klärung von Aufgabenverteilungen in einer Projektarbeit,
Orientierung bei dem Verbalisieren einer Projektdokumentation,
Klärung von Beziehungen in der Klasse mit anderen Schülern,
Beziehungsaufstellung unter Kollegen
- Soziodrama, Gesellschaftliche Konflikte darstellen

Kontrahenten der aktuellen politischen Bühne werden nachgespielt und im freien Spiel interpretiert.
Anschließend folgt eine Sequenz mit Rollenwechsel in die jeweilig anderen Rollen;
Zum Abschluss: Sharing und Mitteilen der Erlebnisse in den Rollen (Rollenfeedback)
- Symboltechnik, bewegte/unbewegte Skulpturen und Standbilder zur Darstellung von Unterrichtsinhalten
  - aus der Elektrotechnik: Darstellung von Spannung, Strom; Ladungsverhältnisse im Kondensator; Verhalten des Elektronenstroms im Leiter/Nichtleiter
  - aus der Informatik: Spielen von Kontrollstrukturen und Algorithmen in einem Wegespiel für Roboter; Objektorientierte Programmierung: Darstellung von Objekten, Klassen, Eigenschaften und Tätigkeiten durch bewegte Skulpturen
  - aus der Wirtschaftskunde und Politik: Darstellung einer wichtigen Aussage in einem Vortrag mit einer Skulptur oder einem Standbild; vor einem Film: Darstellung eines passenden Begriffes als Warming-up

- Vignetten zu Darstellung und Besprechung von Konfliktsituationen

Konflikt mit dem Chef wegen Urlaubswunsch;
Konflikt als Verkäufer mit einem Kunden: Kennenlernen der Perspektive des Kunden bei der Bestellung von Produkten

### Psychodrama in weiteren Anwendungsfeldern
Weitere Anwendungsfelder, in denen das Psychodrama angewendet wird, sind:
- Gerontotherapie[17]
- Musiktherapie[18]
- Fremdsprachen-Unterricht, sogenannte Psychodramaturgie Linguistique
- Qualitative Marktforschung[19][20]
- Landschaftsarchitektur[21]
- Auseinandersetzung mit historischen Prozessen[22]
- vlg. auch Bibliodrama zur Erarbeitung von biblischen Texten

## Ablauf einer psychodramatischen Arbeitseinheit
Das Psychodrama besteht aus drei Phasen:
- Erwärmungsphase (warming-up)
- Aktionsphase (Spiel und Handlung)
- Integrationsphase (Sharing und Feedback durch die Gruppe)

Im Weiterbildungs- und Supervisionskontext wird dieses Vorgehen ergänzt durch eine weitere Phase, die
- Prozessanalyse

## Methoden
Die psychodramatischen Techniken sind außerordentlich zahlreich und schwer überschaubar. Reinhard Krüger arbeitete eine Systematik aus, die im deutschsprachigen Raum inzwischen zum Standard geworden ist. In seiner Darstellung unterscheidet er acht zentrale Psychodramatechniken:
- Szenenaufbau
- Doppeln
- Szenische Aktion
- Rollenspiel und Spiegeln
- Rollentausch
- Rollenfeedback und Interpretation
- Szenenwechsel und szenische Interaktion
- Sharing und Amplifikation

Eine ähnliche, übersichtliche (Piktogramme) Einteilung zentraler psychodramatischer Techniken (bezogen auf die Arbeit mit Familien und Paaren) findet sich bei Jan Bleckwedel, wobei hier als erste zentrale Technik die Unterteilung in Zuschauerraum und Bühne genannt wird.

### Doppeln
Das Doppel kommuniziert im Humanistischen Psychodrama als Gruppenmitglied emanzipiert-partnerschaftlich und gleichzeitig protagonistenzentriert immer nur mit dem Hauptdarsteller. Es verständigt sich mit diesem über seine Gefühle, seine Denkweisen und Wertvorstellungen. Dabei geht es darum, Gemeinsamkeiten und Unterschiede in den Vorstellungen von Protagonist und Doppel zu finden. Dieses Sich-Austauschen findet sowohl auf der verbalen Ebene als auch auf der emotionalen Ebene wie auf der Handlungsebene statt, um dem Protagonisten Vertrauen in Bezug auf das Doppel, und dem Doppel die Einsichtnahme in die Vorstellungen des Protagonisten zu vermitteln. Dieser gemeinsame Prozess der Verständigung von Protagonist und Doppel wird von den anderen Gruppenmitgliedern miterlebt und mitempfunden und motiviert diese, den Doppelprozess von sich aus fortzuführen, zu ergänzen, zu variieren, wie es für ihre eigene Konzeptionsbildung förderlich ist. Dieses interpersonelle und interaktionelle Geschehen ist eine wesentliche sozialpsychologische Dimension des gruppentherapeutischen Prozesses (Gessmann, 1996).
Dieses Verständnis vom Doppelprozess unterscheidet sich von einer eher tiefenpsychologisch orientierten Herangehensweise, bei der das Doppel dem Protagonisten hilft, seine nicht bewussten oder abgewehrten Motive und Gefühle zu erkennen. Ein Teilnehmer stellt sich hinter ihn und flüstert ihm die Gefühle und Gedanken über die Schulter, die er intuitiv durch Einfühlung und Gegenübertragung beim Protagonisten wahrnimmt. Der Protagonist prüft dann, ob das Gehörte mit selbst Gedachtem oder Gefühlten übereinstimmt. Wenn ja, nimmt er es in seine Spielhandlung mit auf, wenn nein, schüttelt er verneinend den Kopf.

### Feedback: Sharing, Rollenfeedback und Identifikationsfeedback
Im Sharing berichten die Gruppenmitglieder, Mitspieler wie Zuschauer, welche eigenen Lebenserfahrungen vom gesehenen und miterlebten Spiel angesprochen und in Erinnerung gerufen worden sind. Gessmann (1998) beschreibt umfassend die Bedeutung des Sharings für das Humanistische Psychodrama. Alle Formen von Analyse des Spielgeschehens, Wertungen, Ratschläge oder Tipps sind hierbei nicht gestattet. Das Sharing dient vor allem dazu, den Aspekt der Gleichheit zwischen Protagonisten und Gruppenmitgliedern durch das Teilen von Lebenserfahrungen wiederherzustellen. Ein wesentlicher heilsamer Aspekt von Gruppenpsychotherapie ist nach Yalom die Erkenntnis, nicht der einzige Mensch mit diesem Schicksal zu sein.
Im Rollenfeedback berichten und ergänzen die Mitspieler dem Protagonisten und der Gruppe, was sie in den Rollen erlebt haben. Dies ist oft auch ein wichtiger Schritt zum Ablegen der Rolle und zur Distanzierung von ihr.
Im Identifikationsfeedback berichten die Zuschauer, mit welchen Rollen des Spiels sie sich wie identifiziert haben, in welcher Form sie emotional mitgegangen sind. Das Identifikationsfeedback der Zuschauer entspricht dem Rollenfeedback der Mitspieler.

## Schulen des Psychodramas
Morenos Klassisches Psychodrama wird heute durch verschiedene therapeutische Schulen repräsentiert, die sich in ihren Ansätzen, Arbeitsweisen und Theoriebildungen unterscheiden, wie z. B. das Behaviordrama, das Tiefenpsychologisch fundierte Psychodrama, das Analytische Psychodrama und das Humanistische Psychodrama.

### Systemisch orientiertes Psychodrama
Systemisch orientierte Formen des Psychodramas betonen den lösungsorientierten und entwicklungsorientierten Aspekt der Methode bzw. arbeiten mit szenischen Umsetzungen systemisch-lösungsorientierter Methoden wie Skalenarbeit, Wunderfrage, der Inszenierung von Zielszenarien etc.
in unterschiedlichen Formaten (Beratung, Therapie, Supervision) und Settings (Mehrpersonensettings: Familien, Paare, Teams). Zugleich werden psychodramatische Kern-Konzepte wie Spontaneität, Tele, Rolle etc. auf dem Hintergrund systemischer Denkmodelle einem zeitgemäßen Denken anschlussfähig gemacht.
Bedeutende Vertreter dieser Spielart sind Anthony Williams (Australien), Jan Bleckwedel (2008), Ulf Klein (Deutschland) oder Chris Farmer (Großbritannien).

### Transpersonales Psychodrama
Das transpersonale Psychodrama ist konfrontativer beim Doppeln, benutzt auch Gesprächsrunden als Bühne und integriert systemische Methoden. Der Leiter hat beim transpersonalen Psychodrama eine etwas stärkere Rolle als im herkömmlichen Psychodrama. Es wird weniger dem Zufall und den Selbstheilungskräften überlassen (was der Ebene von Selbsterfahrung entspricht), sondern der Protagonist wird in einen Veränderungsprozess gelenkt.

### Zeitschriften
- Zeitschrift für Psychodrama und Soziometrie. VS Verlag für Sozialwissenschaften, Wiesbaden, ISSN 1619-5507
- Internationale Zeitschrift für Humanistisches Psychodrama. Duisburg: Verlag des PIB, ISSN 0949-3018
- The Journal of Psychodrama, Sociometry, and Group Psychotherapy. ISSN 0731-1273